# C19H12
化学式C19H12（摩尔质量：240.3 g/mol）可能指：
- 苯并芘
  - 苯并[cd]芘
    - 2H-苯并[cd]芘，CAS号：191-32-2 
    - 3H-苯并[cd]芘，CAS号：191-35-5 
    - 奧林匹克烯，亦称“6H-苯并[cd]芘”，CAS号：191-33-3
- 5-甲基苯并[ghi]荧蒽，CAS号：1206795-73-4

|  | 这个同类索引页列出了具有相同分子式的化学物（即同分異構體）条目。 除非您是有意链接至本页，否则应将相应条目的内部链接指向正确的条目。 |